# Lukáš Olejníček
Mgr. Lukáš Olejníček (* 17. června 1988, Brno) je profesionální atlet, běžec na středních a dlouhých tratích startující v dresu VSK Univerzita Brno. V roce 2010 i 2011 se stal mistrem ČR v běhu do schodů. V roce 2013 reprezentoval Českou republiku na Mistrovství Evropy družstev v Dublinu (Irsko) na trati 3000 metrů překážek, v roce 2015 ve stejné disciplíně na Mistrovství Evropy družstev v Heraklionu (Řecko) a v roce 2017 v Lille (Francie).

## Životopis
Vystudoval brněnské gymnázium na třídě Kapitána Jaroše, kde navštěvoval prestižní matematickou třídu. V roce 2011 získal titul bakalář, v roce 2013 magistr. Ve vzdělání pokračuje na navazujícím doktorském studiu, obor Kinantropologie na Fakultě sportovních studií Masarykovy univerzity v Brně. Zároveň je sportovním ředitelem sportovních akcí „Masaryk Run“ a „Blanenská desítka“.
V roce 2017 se oženil, má syna, byl jedním z prvních českých běžců, kteří měli stránku na Wikipedii.

## Kariéra
Specializuje se na steeple, 3000 m překážek. V této disciplíně je čtyřnásobným Mistrem České republiky. Další tři tituly Mistra ČR má z tratě 10000 m. Je dvanáctinásobným akademickým mistrem ČR (z toho 6x v řadě v krosu, dále na tratích 1500 m, 5000 m, 3000 m překážek a v silničním běhu na 10 km).
Kromě závodů na atletických oválech se účastní i silničních a přespolních běhů, kde patří mezi absolutní českou běžeckou špičku.
V roce 2013 na Mistrovství České republiky v Táboře, vyhrál závod na 3000 metrů překážek s časem 8 minut a 59,13 sekund. Byla to jeho první zlatá medaile na národním šampionátu.
V Ústí nad Orlicí se konal v květnu 2015 závod Mistrovství České republiky na 10 km, kde s časem 30 minut a 10,58 sekund získal zlatou medaili.

### Televizní reportáže
- Rozhovor po stříbru na Běchovicích
- Opět vítězně ve Hvězdě
- Pošesté v řadě akademický mistr ČR
- Vítěz Běhu 17. listopadu 2016
- Potřetí v řadě vítězství na Bobr cupu, 2016

- MČR v běhu na 10 km 2015

- Bobr cup 2014
- Vítěz půlmaratonu Kobeřice
- Vítěz půlmaratonu 2012 Archivováno 30. 6. 2020 na Wayback Machine.
- 67. ročník Běhu Lužánkami 2012
- Vítěz RunTour Plzeň 2011
- Vítěz Běhu v Bučovicích 2011
- Bobr cup 2011, rozhovor s Lukášem Olejníčkem
- Vítěz Mizuno sedmičky 2010
- Vítěz Run-up Zlín 2010
- MČR v atletice mužů a žen 2012